# Werner Vogler (Theologe)
Werner Vogler (* 27. März 1934 in Glashütte; † 22. Juni 2000 in Leipzig) war ein deutscher evangelischer Theologe.

## Leben
Von 1955 bis 1960 studierte er Theologie in Leipzig. Nach der Promotion 1983 zum Dr. theol. an der Universität Greifswald und der Habilitation 1991 in Greifswald war er von 1990 bis 1992 Professor an der Kirchlichen Hochschule Leipzig. Von 1992 bis 1999 war er Professor (C4) für Neutestamentliche Wissenschaft unter besonderer Berücksichtigung der Theologie des Neuen Testaments an der Theologischen Fakultät der Universität Leipzig.

## Schriften (Auswahl)
- Judas Iskarioth. Untersuchungen zu Tradition und Redaktion von Texten des Neuen Testaments und außerkanonischer Schriften. Berlin 1983, OCLC 717442710.
- Jüdische Jesusinterpretationen in christlicher Sicht. Weimar 1988, ISBN 3-7400-0081-3.
- Die Briefe des Johannes. Leipzig 1993, ISBN 3-374-01428-3.
- Von Jesus zur Urkirche. Beiträge zum Neuen Testament (1982–1999). Leipzig 2001, ISBN 3-374-01924-2.